# Castillo de Eslida
El castillo de Eslida en la provincia de Castellón es una fortaleza medieval, cuya estructura actual -visible y deducible- data de la invasión musulmana, y se sitúa sobre una cima que corona la población. Se accede al monumento siguiendo la carretera de Artana, hasta alcanzar unos chalets situados sobre esta vía; después un tramo asfaltado sube hasta los citados chalets, y desde allí es preciso subir una ladera escarpada cubierta de vegetación, para alcanzar las ruinas.
Dada la notoriedad de la villa en época medieval, la fortificación debió tener cierto relieve estratégico, pese a que no se conozcan enfrentamientos ni asedios, ni siquiera en el transcurso de las escaramuzas acontecidas durante al rebelión de los moriscos en el siglo XVI (1526).
Tras la expulsión de los moriscos, fortificación y población sufren una acentuada decadencia que, en el caso de la primera y pese al florecimiento de la villa, no ha cesado.

## Descripción
Se trata de una fortificación de planta poligonal irregular, de la que se conserva un tramo de muralla y restos de algunas torres. Destaca la torre del homenaje de planta triangular, con dos torres de planta circular adosadas a sus ángulos laterales. Los muros están realizados con argamasa y piedras.
La planta real de la fortificación se desconoce.
Muy probablemente, el castillo se alza sobre el lugar que ocupaba una fortificación romana anterior.
Su estado general es ruinoso, a la espera de una iniciativa de las partes implicadas que permita la excavación y estudio de zona, en beneficio del interés cultural de la villa de Eslida.